# Komárom–Érsekújvár-vasútvonal
A Komárom–Érsekújvár-vasútvonal egy normál nyomtávolságú, egyvágányú villamosított vasútvonal, amely a magyarországi Komáromot (régi nevén Új-Szőny) köti össze Érsekújvárral a szlovákiai Komáromon át. A vonal száma Szlovákiában 135, a rövidke magyar szakaszon 3. A vasútvonal 35 km hosszú. A megosztott Komárom közt épült a komáromi vasúti összekötő híd amely a Duna folyót hidalja át.

## A vasútvonal megállói
- Érsekújvár: elágazás a 130-as, a 140-es, a 150-es és a 151-es vasútvonalak felé.
- Bajcs
- Ógyalla
- Hetény
- Komárom (Szlovákia): elágazás a 131-es és a 136-os vasútvonal felé
- Komárom (Magyarország): elágazás az 1-es, és az 5-ös vasútvonalak felé.

## Az állomások képei

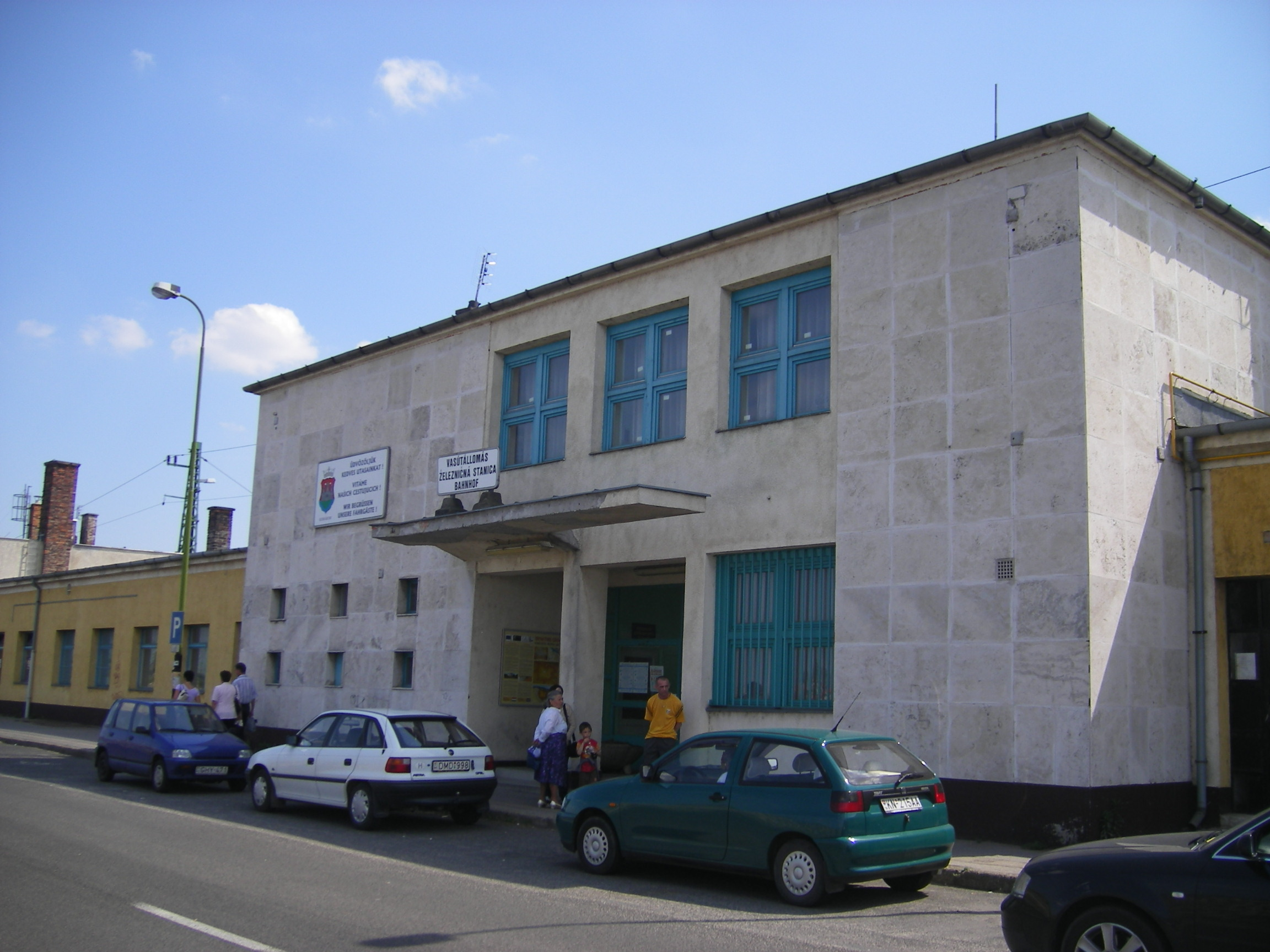
Dél-Komárom, vasútállomás
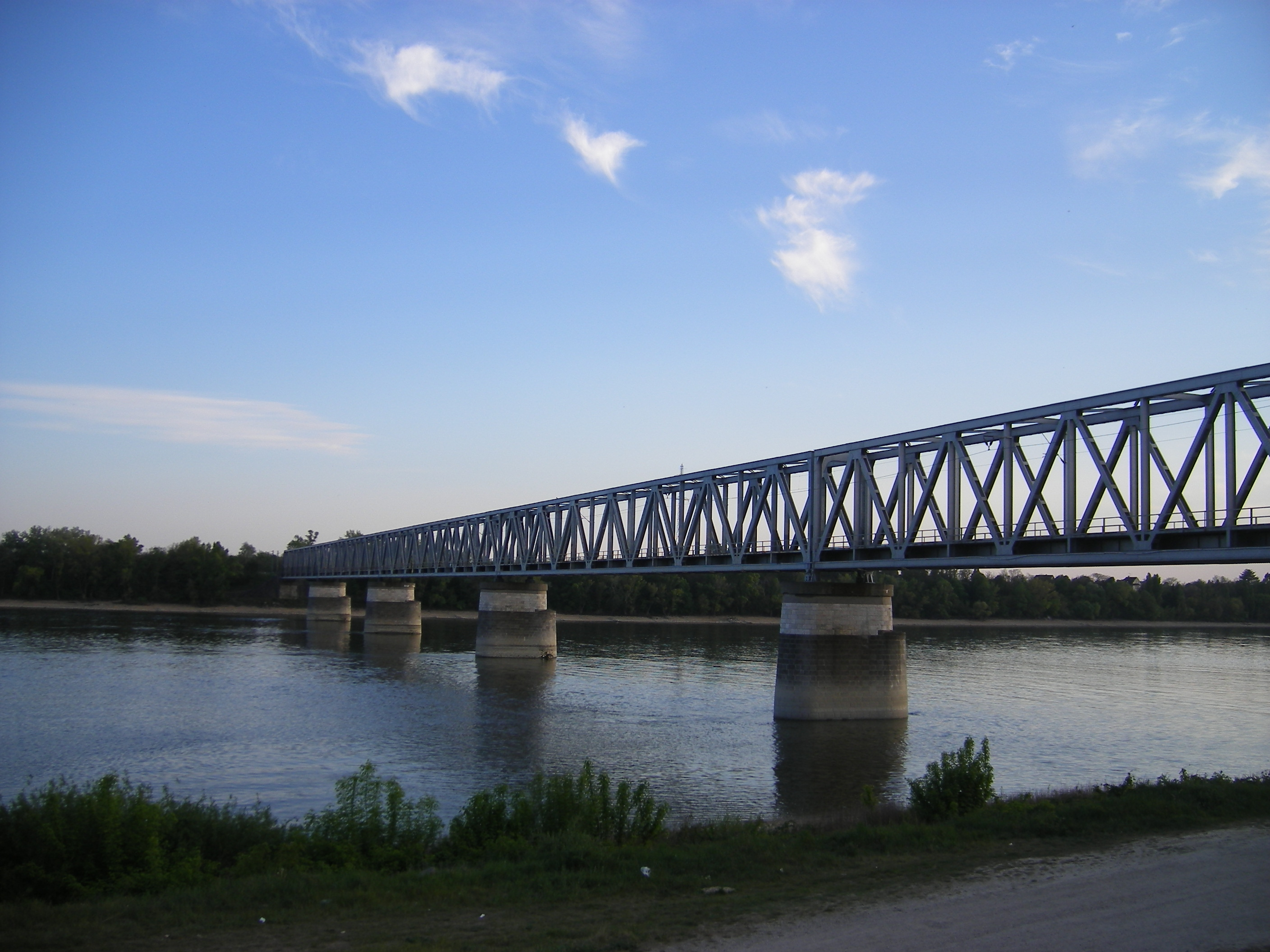
Komáromi vasúti összekötő híd
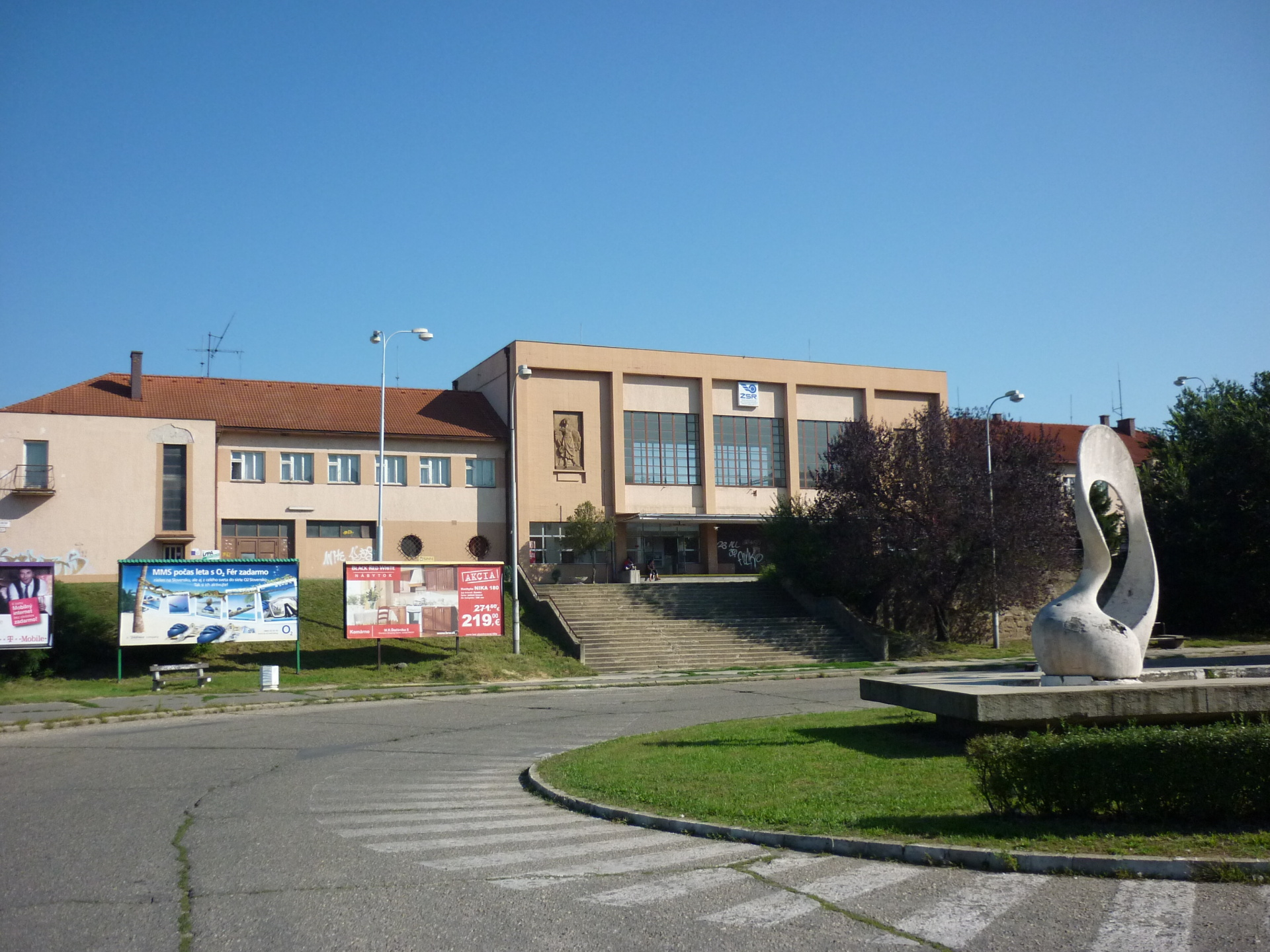
Észak-Komárom, pályaudvar
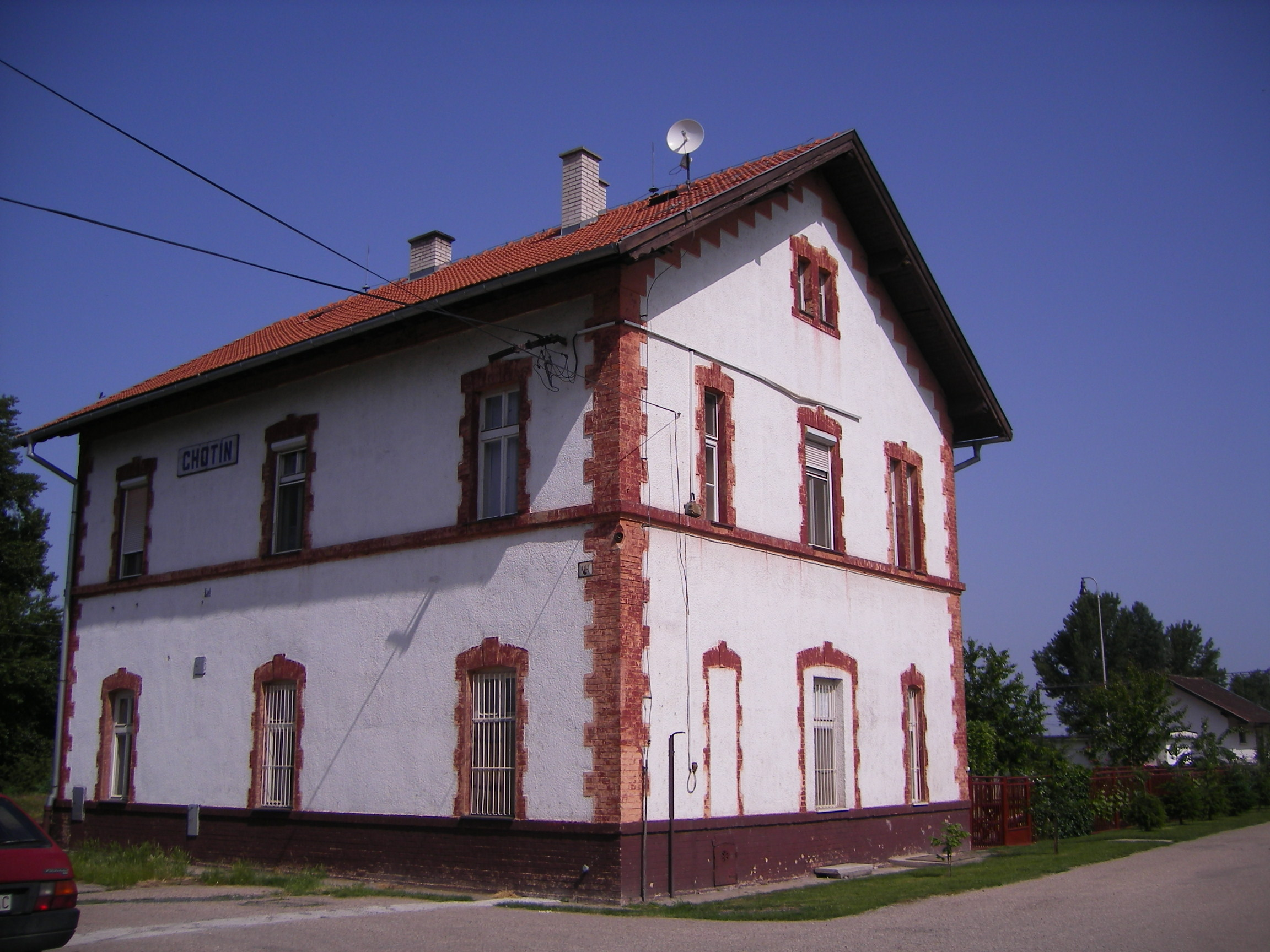
Hetény
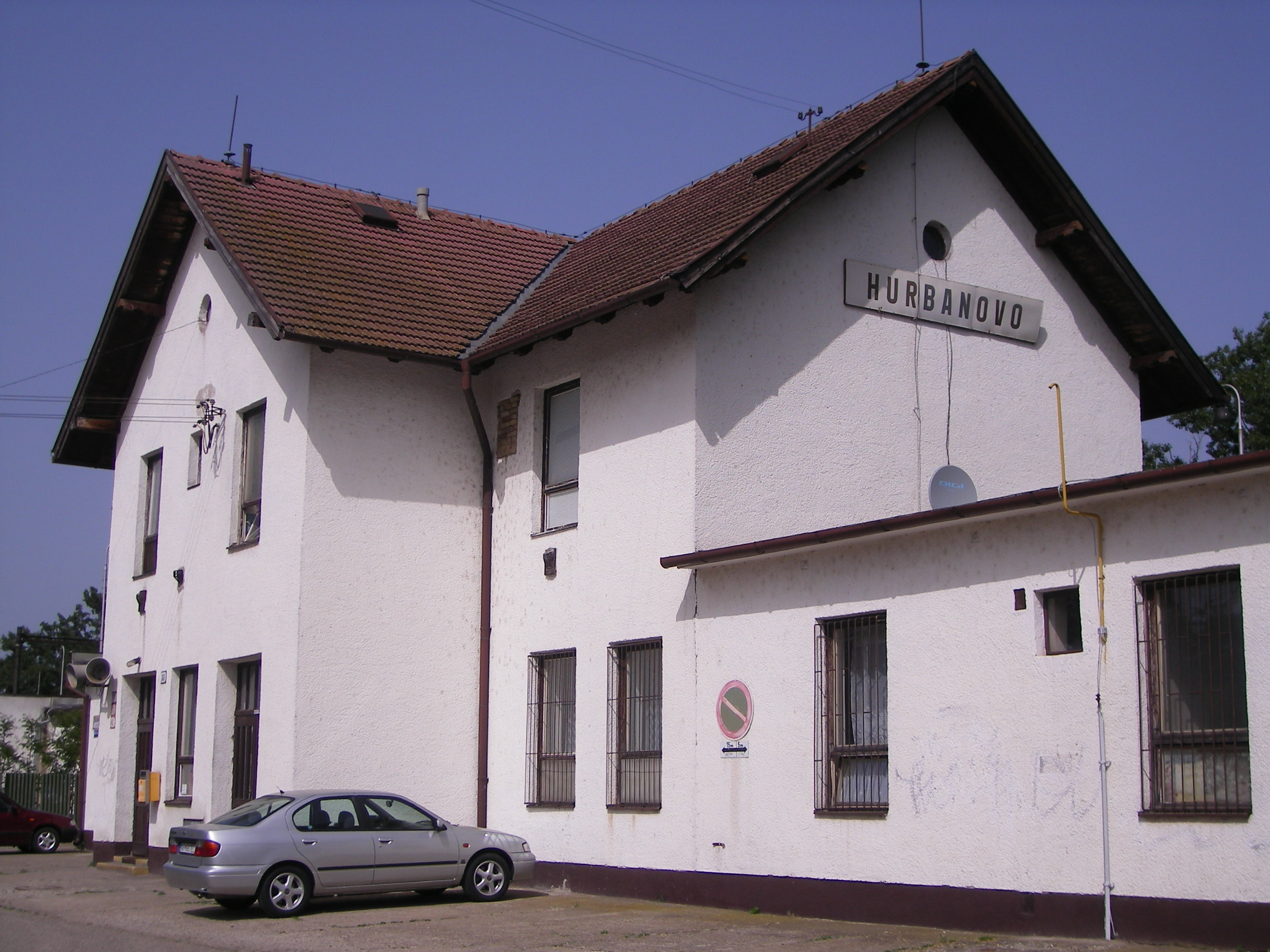
Ógyalla
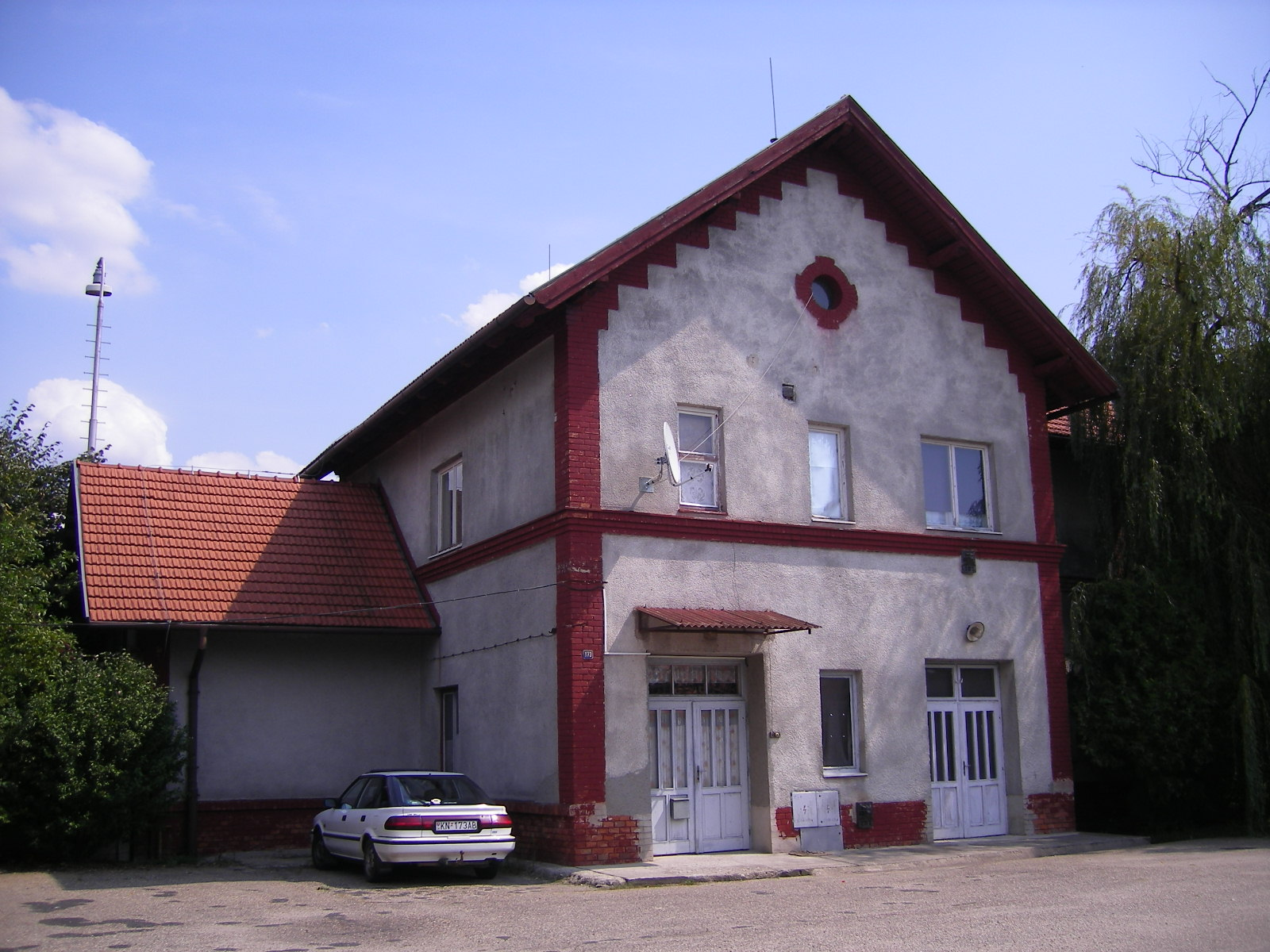
Bajcs
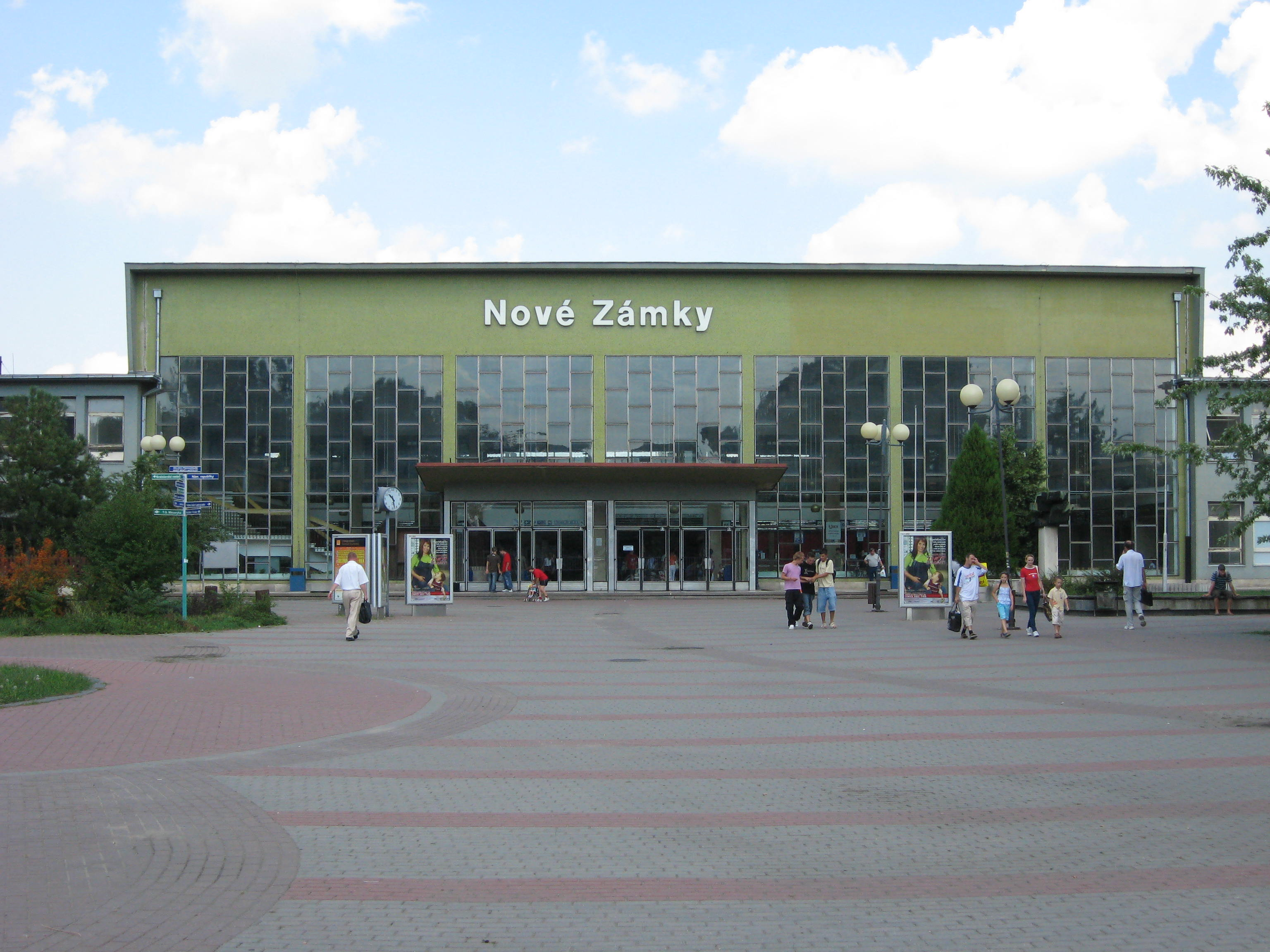
Érsekújvár

## Fordítás
- Ez a szócikk részben vagy egészben  a(z)   Železničná trať Nové Zámky – Komárom című szlovák Wikipédia-szócikk fordításán alapul.  Az eredeti cikk szerkesztőit annak laptörténete sorolja fel. Ez a jelzés csupán a megfogalmazás eredetét és a szerzői jogokat jelzi, nem szolgál a cikkben szereplő információk forrásmegjelöléseként.
- Ez a szócikk részben vagy egészben  a   Bahnstrecke Komárom–Nové Zámky című német Wikipédia-szócikk fordításán alapul.  Az eredeti cikk szerkesztőit annak laptörténete sorolja fel. Ez a jelzés csupán a megfogalmazás eredetét és a szerzői jogokat jelzi, nem szolgál a cikkben szereplő információk forrásmegjelöléseként.